# Santiago Cañizares
José Santiago Cañizares Ruiz (né le 18 décembre 1969 à Puertollano en Castille-La Manche), est un footballeur international espagnol évoluant au poste de gardien.
Gardien emblématique du FC Valence, il est considéré comme l'un des meilleurs gardiens européens de son époque. Il compte 46 sélections.

## Biographie
Il commence sa carrière dans les équipes inférieures du Real Madrid. C'est grâce à une excellente saison à Mérida qu'il est sélectionné pour les Jeux olympiques d'été de 1992 se faisant ainsi remarquer par le Celta Vigo qui le fait venir. En 1993, durant sa première saison au Celta il obtient le Trophée Zamora, titre récompensant le meilleur gardien de la saison.
Il dispute par la même occasion son premier match de coupe du monde lors de la World Cup 94 pour remplacer Andoni Zubizarreta, expulsé lors du dernier match de qualification face au Danemark. Les Ibériques affrontent l'équipe de Corée du Sud et à la surprise générale, alors que les équipiers de Santiago mènent 2-0, ils encaissent 2 buts dans les cinq dernières minutes, concédant un match nul 2-2. Il retourne sur le banc pour la suite de la compétition, "Zubi" revenant pour le deuxième match.
Il retourne ensuite au Real Madrid pour 4 saisons. Malgré la présence de Bodo Illgner, il gagne sa place de titulaire dans la cage madrilène. Mais ayant signé un pré-contrat avec le Valence CF, il est relégué à la fin de la saison 1997-1998 sur le banc des remplaçants. C'est pourquoi il ne dispute pas notamment la finale de la Ligue des champions 1998 remportée par le Real Madrid aux dépens de la Juventus.
En 1998, il part à Valence, avec lequel il obtient trois autres trophées Zamora en 2001, 2002 et 2004. Ratant de très peu son cinquième trophée en 2006, il est sélectionné par José Antonio Camacho afin de disputer la coupe du monde en Corée du Sud et au Japon avec l'équipe d'Espagne.
À quelques jours du mondial, il se blesse chez lui en voulant réceptionner une bouteille de parfum qu'il venait de faire tomber, et se sectionne un tendon. Il est remplacé par Iker Casillas, qui réussit une bonne séance de tirs au but face à l'Irlande, mais échoue dans le même exercice face à la Corée du Sud, pays organisateur. Les Espagnols avaient pourtant marqué par deux fois, mais les buts étaient refusés par l'arbitre de la rencontre. Avec ses performances lors du mondial, Casillas devient titulaire de la Furia Roja aux dépens de son homologue valencian.
Cañizares est néanmoins convoqué par le sélectionneur espagnol pour disputer la coupe du monde 2006 en Allemagne en tant que deuxième gardien derrière Casillas. Cañizares joue le troisième match contre l'Arabie saoudite dans lequel l'Espagne s'impose 1-0.
Lors de la saison 2007-2008, il est en concurrence avec Timo Hildebrand, en provenance du VfB Stuttgart. Le 18 décembre, alors que Valence patauge dans une crise sportive, le nouvel entraîneur Ronald Koeman annonce au journal Marca qu'il ne compte plus sur Santiago Cañizares et qu'il peut, tout comme son coéquipier David Albelda, chercher un autre club. Les deux joueurs, symboles emblématiques du club sont jugés responsables de la crise. Le président du FC Valence, Juan Soler, aurait déjà proposé Santiago à d'autres clubs.
À la suite de la large défaite lors de 33e journée (5-1 à Bilbao), Ronald Koeman est limogé. Salvador Gonzalez dit « Voro » est nommé à sa place. Lors de la 34e journée de championnat pour la venue de l’Osasuna Pampelune à Mestalla, Cañizares retrouve sa place de gardien. Pour sa 9e apparition en championnat, il réalise un sans-faute, pour une victoire 3-0.
Santiago joue son dernier match sous les couleurs du FC Valence lors de la 38e (son 10e match en Liga cette saison) journée de Liga pour une victoire 3-1 sur l'Atlético Madrid. Selon le site Internet d’une chaîne de télévision française spécialisée dans le sport en date du 16 mai 2008, Santiago Cañizares et le Valence CF auraient trouvé un accord qui libérerait Santiago de son club dès la fin de cette saison, alors que son contrat courait encore pour la saison 2008-2009. C'est Vicente Guaita, qui de par leur ressemblance physique, et les mêmes reflexes sur la ligne, est le digne successeur de la légende de Mestalla.

### Après football
Retiré du monde du football depuis 2008, Santiago revient dans le monde du sport le 15 février 2010, en s'inscrivant au 20e rallye automobile d'Alicante qui a lieu les 26 et 27 mars 2010.
Il travaille désormais pour la chaîne Canal+ dans l'émission el dia de futbol, le jour de foot espagnol, et el dia despues.

## Palmarès

### En club
- Vainqueur de la Coupe de l'UEFA en 2004 avec le Valence CF
- Vainqueur de la Supercoupe d'Europe en 2004 avec le Valence CF
- Champion d'Espagne en 1995 et en 1997 avec le Real Madrid, en 2002 et en 2004 avec le Valence CF
- Vainqueur de la Coupe d'Espagne en 1999 et en 2008 avec le Valence CF
- Vainqueur de la Supercoupe d'Espagne en 1997 avec le Real Madrid et en 1999 avec le Valence CF
- Vainqueur de la  Ligue des Champions en 1998 (ne joue pas la finale) avec le Real Madrid
- Finaliste de la Ligue des Champions en 2000 et en 2001 avec le Valence CF

### En équipe d'Espagne
- 46 sélections entre 1993 et 2006
- Médaille d'Or aux Jeux Olympiques en 1992
- Participation à la Coupe du Monde en 1994 (1/4 de finaliste), en 1998 (Premier Tour) et en 2006 (1/8 de finaliste)
- Participation au Championnat d'Europe des Nations en 1996 (1/4 de finaliste), en 2000 (1/4 de finaliste) et en 2004 (Premier Tour)

### Distinctions individuelles
- Reçoit le Trophée Zamora (meilleur gardien de la Liga)  en 1993 avec le Celta Vigo, en 2001, en 2002 et en 2004 avec le FC Valence